# Guerin d'Oro
El Guerin d'Oro es un premio anual instituido por la revista semanal italiana de fútbol Guerin Sportivo, que, desde 1976, se concede al jugador en la Serie A con un mínimo de 19 partidos jugados, que ha obtenido el mejor promedio medio de rating. Este último se obtiene mediante el cálculo de la nota media de la temporada de cada jugador, basado en los informes de calificación semanales de Guerin Sportivo y los tres principales diarios italianos deportivos: la Gazzetta dello Sport, Corriere dello Sport y Tuttosport.
El ganador del Guerin d'Oro en la temporada 2008-2009 fue Diego Milito del Genoa. Entre las temporadas 2009-2010 a 2012-2013 el trofeo no se entregó. En la temporada 2013-2014 el trofeo fue otorgado al delantero Carlos Tévez de la Juventus. 

## Ganadores
| Año  | Jugador                                        | Club                          |
| ---- | ---------------------------------------------- | ----------------------------- |
| 1976 | Claudio Sala                                   | Torino                        |
| 1977 | Claudio Sala                                   | Torino                        |
| 1978 | Roberto Filippi                                | Vicenza                       |
| 1979 | Roberto Filippi                                | Napoli                        |
| 1980 | Luciano Castellini                             | Napoli                        |
| 1981 | Ruud Krol                                      | Napoli                        |
| 1982 | Franco Causio                                  | Udinese                       |
| 1983 | Pietro Vierchowod                              | Roma                          |
| 1984 | Michel Platini                                 | Juventus                      |
| 1985 | Diego Maradona                                 | Napoli                        |
| 1986 | Renato Zaccarelli                              | Torino                        |
| 1987 | Walter Zenga                                   | Internazionale                |
| 1988 | Roberto Mancini                                | Sampdoria                     |
| 1989 | Andreas Brehme                                 | Internazionale                |
| 1990 | Franco Baresi                                  | Milan                         |
| 1991 | Roberto Mancini                                | Sampdoria                     |
| 1992 | Frank Rijkaard                                 | Milan                         |
| 1993 | Giuseppe Signori                               | Lazio                         |
| 1994 | Daniele Massaro                                | Milan                         |
| 1995 | Paulo Sousa                                    | Juventus                      |
| 1996 | Enrico Chiesa                                  | Sampdoria                     |
| 1997 | Gianluca Pagliuca Angelo Peruzzi Lilian Thuram | Internazionale Juventus Parma |
| 1998 | Francesco Totti                                | Roma                          |
| 1999 | Matías Almeyda                                 | Lazio                         |
| 2000 | Sébastien Frey                                 | Verona                        |
| 2001 | Roberto Baggio                                 | Brescia                       |
| 2002 | Christian Vieri                                | Internazionale                |
| 2003 | Pavel Nedvěd                                   | Juventus                      |
| 2004 | Francesco Totti                                | Roma                          |
| 2005 | Gianluca Pagliuca                              | Bologna                       |
| 2006 | Luca Toni                                      | Fiorentina                    |
| 2007 | Adrian Mutu                                    | Fiorentina                    |
| 2008 | Mauro Camoranesi                               | Juventus                      |
| 2009 | Diego Milito                                   | Genoa                         |
| 2010 | No asignado                                    |                               |
| 2011 | No asignado                                    |                               |
| 2012 | Andrea Pirlo                                   | Juventus                      |
| 2013 | Edinson Cavani                                 | Napoli                        |
| 2014 | Carlos Tévez                                   | Juventus                      |
| 2015 | Carlos Tévez                                   | Juventus                      |